# Mike Hoeffel
Michael „Mike“ Hoeffel (* 9. April 1989 in North Oaks, Minnesota) ist ein ehemaliger US-amerikanisch-deutscher Eishockeyspieler, der im Verlauf seiner aktiven Karriere zwischen 2006 und 2022 unter anderem 179 Spiele für die Fischtown Pinguins Bremerhaven, Iserlohn Roosters und Krefeld Pinguine in der Deutschen Eishockey Liga (DEL) auf der Position des Flügelstürmers bestritten hat. Darüber hinaus absolvierte Hoeffel weitere 231 Partien in der American Hockey League (AHL).

## Karriere

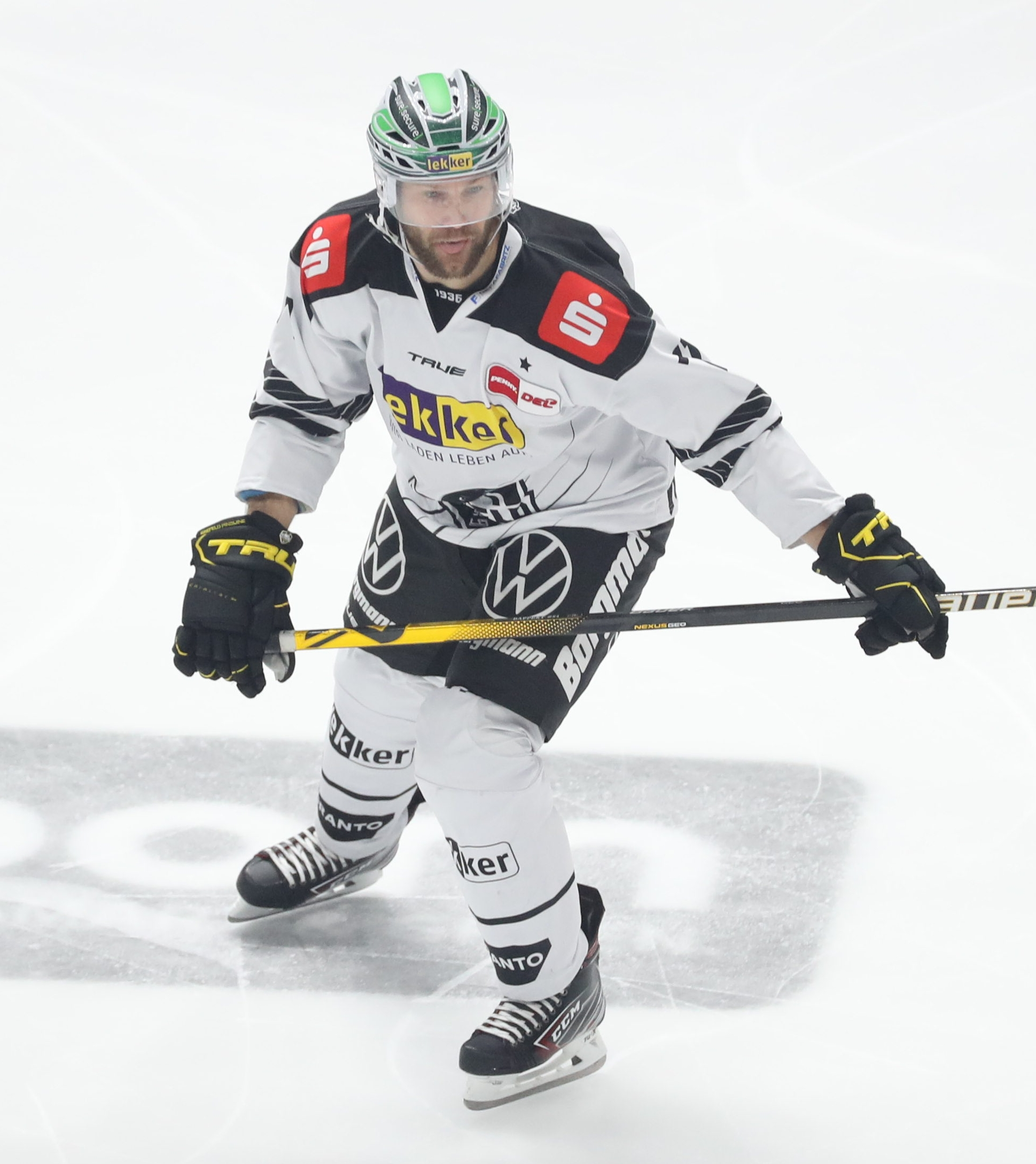
Hoeffel im Trikot der Krefeld Pinguine (2022)

Geboren ist Hoeffel in North Oaks, einer Kleinstadt im US-Bundesstaat Minnesota. Sein Vater ist deutscher Abstammung, die Vorfahren lebten im Raum Leipzig. Nach der High-School-Zeit in Minnesota nahm er in der Saison 2006/07 am Programm der U18-Nationalmannschaft der USA teil. Beim NHL Entry Draft 2007 sicherten sich die New Jersey Devils aus der National Hockey League (NHL) seine Rechte. Zwischen 2007 und 2011 spielte er für die Eishockeymannschaft der University of Minnesota und studierte Wirtschaft und Marketing. In seiner ersten Hochschulsaison 2007/08 spielte Hoeffel an der Seite des späteren deutschen Nationalspielers Evan Kaufmann.
Im März 2011 unterschrieb er einen Vertrag bei den New Jersey Devils, sollte bis zum Ende der Saison 2013/14 aber ausschließlich beim Farmteam des NHL-Vereins, den Albany Devils, in der American Hockey League (AHL) zum Einsatz kommen. Zwischen 2014 und Dezember 2015 stand er für einen weiteren AHL-Vertreter, die Springfield Falcons, auf dem Eis. Ende des Jahres 2015 wurde Hoeffel vom norwegischen Verein Stavanger Oilers verpflichtet. Mit den Oilers wurde er Norwegischer Meister.
Im Juli 2016 gaben die Eispiraten Crimmitschau aus der DEL2 Hoeffels Verpflichtung bekannt. In 27 Ligaspielen erzielte er elf Treffer und bereitete acht vor, ehe er im Dezember 2016 ein Angebot der Fischtown Pinguins erhielt: Er nutzte eine Ausstiegsklausel, um zum norddeutschen DEL-Verein zu wechseln. Nach drei Spielzeiten in Bremerhaven wechselte er zur Saison 2019/20 zu den Iserlohn Roosters. Dort erlitt er im Saisonverlauf eine schwere Unterleibsverletzung und fiel zunächst bis zum Saisonende aus. Es folgte eine Operation an der Hüfte und weitere Komplikationen, so dass er keine weitere Partie für die Roosters absolvierte und sein Vertrag im März 2021 aufgelöst wurde. Im Februar 2022 gab er ein kurzzeitiges Comeback bei den Krefeld Pinguinen, bevor er nach Saisonende seine Karriere beendete.

### International
Mit der U20-Nationalmannschaft der Vereinigten Staaten nahm Hoeffel an der U20-Junioren-Weltmeisterschaft 2009 teil. Dabei sammelte er in sechs Turniereinsätzen drei Scorerpunkte. Das Turnier schlossen die US-Amerikaner auf dem fünften Rang ab.

## Erfolge und Auszeichnungen
- 2009 WCHA All-Academic Team
- 2010 WCHA All-Academic Team
- 2011 WCHA All-Academic Team
- 2016 Norwegischer Meister mit den Stavanger Oilers

## Karrierestatistik

### International
Vertrat die USA bei:
- U20-Junioren-Weltmeisterschaft 2009

(Legende zur Spielerstatistik: Sp oder GP = absolvierte Spiele; T oder G = erzielte Tore; V oder A = erzielte Assists; Pkt oder Pts = erzielte Scorerpunkte; SM oder PIM = erhaltene Strafminuten; +/− = Plus/Minus-Bilanz; PP = erzielte Überzahltore; SH = erzielte Unterzahltore; GW = erzielte Siegtore; 1 Play-downs/Relegation; Kursiv: Statistik nicht vollständig)